# Río Voria (Kliazma)
El río Voria (del ruso: Во́ря) es un río del óblast de Moscú, en Rusia, afluente por la izquierda del río Kliazma, de la cuenca hidrográfica del Volga por el Oká.
Tiene una longitud de 64 km. Atraviesa las ciudades de Jotkovo, Krasnoarmeisk y Losino-Petrovski, donde desemboca en el Kliazma, y los pueblos de Repnijovo, Golygino y Kablukovo.
Sus principales afluentes son el Pazha, el Torgósha, el Pruzhónka y el Zhmúchka por la izquierda y el Talitsa, el Liuboséyevka y el Lashútka por la derecha.
En su curso superior aparece como un arroyo que se pierde, estructurándose el curso únicamnete tras el paso del lago de Ozióretskoye y los pantanos que rodean.
El río tiene interés para el piragüismo y en sus orillas se encuentran lugares de descanso para grupos. En el curso superior se encuentra la histórico hacienda-museo Abrámtsevo.
Cerca de la desembocadura se encuentra el sanatorio Mónino, que está situado en la hacienda Glinka, construido en el siglo XVIII por el compañero de Pedro I, Jacob Bruce. En dos kilómetros son más alto Krasnoarmejsk sobre el meandro del río se encuentra la montaña Pirozhnaja, se encuentran aquí los restos de la ciudad antigua de la forma oval con las huellas del terraplén amontonado. La capa cultural alcanza 2 metros, son encontrados los trozos de la cerámica Djakovsky y Eslava. En la orilla izquierda cerca del pueblo de Gromkóvo se encuentra todavía uno — la ciudad Gromkovsky eslava. En la orilla izquierda en la aldea Avdotino, se encuentra el monasterio activo ortodoxo — los desiertos Nikolo-Berljukovskaja.